# Közvetítőnyelv
A szociolingvisztikában a közvetítőnyelv terminus olyan nyelvet nevez meg, amelyet különböző anyanyelvű beszélők használnak azért, hogy kommunikálhassanak egymással. Ilyen nyelvet „segédnyelv”-nek is neveznek. Főleg az angol nyelvű nyelvészetben a közvetítőnyelvet lingua francának hívják, ami annak a kevert nyelvnek az elnevezése, amelyet a Földközi-tenger partjain használtak a középkortól a 19. század közepéig.
Szociolingvisztikai szempontból a közvetítőnyelveknek több típusa van. Elsősorban lehetnek természetesek vagy mesterségesek. A természetesek között vannak kevert nyelvek és nem kevert nyelvek, miközben a mesterségesek többnyire kevert nyelvek. Nem kevert természetes nyelv például akármelyik olyan állam hivatalos nyelve, amelyben ez a többségi lakossági csoport anyanyelve is, de az államban élő más anyanyelvű kisebbségi lakossági csoportok is beszélik. Természetes kevert nyelvek például a „pidzsinek”-nek nevezettek, kevert mesterséges nyelv pedig például az eszperantó.

## Közvetítőnyelvek típusai és példái

### Nem kevert természetes nyelvek
Nagyon sok államban élnek különböző anyanyelvű lakossági csoportok. Mindegyik államnak van egy vagy egynél több magas jogi státusszal rendelkező nyelve, rendszerint hivatalos nyelve, és emellett használnak benne kisebbségi nyelveket is, amelyeknek nincs vagy van valamilyen jogi státuszuk, például elismert kisebbségi vagy regionális nyelvek. Ezekben az államokban a hivatalos nyelvnek közvetítőnyelvi szerepe is van azok számára, akiknek ez az anyanyelvük azokkal, akiknek nem az, valamint a különböző kisebbségi nyelvűek között, amennyiben elsajátítják a hivatalos nyelvet második nyelvként. Ez az esete például a magyar nyelvnek is Magyarországon.
A múltban is voltak, és a 21. században is vannak egyes, kisebb vagy nagyobb elterjedtségű természetes nem kevert nemzetközi közvetítőnyelvek.
Ilyen volt az ókorban a „koiné”-nak, azaz közösnek nevezett görög nyelvváltozat, amely az i.e. 4–3. században keletkezett az Athén és környékén beszélt attikai dialektus alapján. Ez a többi görög dialektus elemeivel is gazdagodott, elveszítve jellegzetesen attikai vonásait, és közössé vált a görögök számára általában, de a Balkán-félszigeten, Kisázsiában és Egyiptomban élő népek is elfogadták közvetítőnyelvként. Ez volt tovább a szerepe a Földközi-tenger keleti medencéjében a hellenizmus korában, majd a Római Birodalom idejében is.
A latin nyelv is volt közvetítőnyelv előbb a Római Birodalomban, de ennek bukása után is, különféle alakokban. A középkorban Nyugat- és Közép-Európa csaknem egyetlen művelődési nyelve volt a 12. századig, azután pedig a legfőbb ilyen nyelv a 15. századig, de ezt a latint már mesterségesnek lehet tekinteni, mivel csak az írástudók beszélték és főleg írták, ismételten módosítva. A reneszánsz idejében a neo- vagy modern latin folytatta, bár korlátozottabban, ugyanazoknak a funkcióknak az ellátását. A latin a katolikus egyház, a hivatalosságok, a tudományok, a diplomácia nyelve volt. A középkori latin és a modern latin főleg írott nyelv volt, de beszélték is nemzetközi kapcsolatok alkalmával.
A latinéhoz hasonló szerepe volt a klasszikus arab nyelvnek mint az Iszlám egyetemes nyelvének olyan ázsiai és afrikai országokban is, amelyekben egymástól és az arabtól nagyon különböző sok nyelvet beszélnek, és ez a szerep a 21. században is folytatódik. Ugyanakkor közös nyelve azoknak az araboknak, akik iskolában tanulták, és akik anyanyelvként beszélt arab dialektusai nagy mértékben különböznek a klasszikus arabtól.
Nemzetközi közvetítőnyelvként a latint folyamatosan a francia nyelv helyettesítette, mivel a 17–19. században a kultúra, a tudomány és a diplomácia nyelve volt Európában és azon kívül is. Utólag minden téren lett közvetítő nyelv a francia gyarmatbirodalomban, és folytatta ezt a szerepét a 21. században is azon frankofónnak nevezett országokban, amelyek francia gyarmatok voltak. Emellett közvetítőnyelv magában Franciaországban is, ahol több regionális nyelvet is használnak. Számos afrikai frankofón országban, amelyekben sok helyi nyelvet beszélnek, a francia hivatalos nyelv és gyakorlatilag az egyetlen nyelvi kommunikációs eszköz az összes lakos számára, amennyiben ismerik. A francia továbbra is nemzetközi nyelv, bár csak a második helyen áll mint ilyen, beleértve a legtöbb nemzetközi szervezet egyik hivatalos és munkanyelveként.
Az angol nyelvé az első hely mint közvetítőnyelv azokban az országokban, amelyekbe szintén gyarmatosítás útján került, több mint ötven ilyen országban lévén hivatalos. Ugyanakkor hivatalos és munkanyelve a nemzetközi szervezeteknek, a legfontosabb nyelv a nemzetközi kereskedelemben, és a legtöbben tanulják második nyelvként a világon. A legfontosabb közvetítőnyelve a tudományoknak is, beleértve a nyelvtudományt.
Főleg a 20. század vége felé lett nemzetközi nyelv az orosz, a volt Szovjetunió egészének a hivatalos nyelve, a tagköztársaságok hivatalos nyelvei mellett. Továbbra is közvetítőnyelv, bár már kisebb mértékben, a volt Szovjetunió területén.
Kisebb elterjedésű természetes közvetítő nyelvek is vannak. Például az egész Kelet-Afrikában és a Kongói Demokratikus Köztársaság keleti részén a bantu nyelvek közé tartozó szuahéli nyelv kommunikációs eszköze egyéb bantu nyelvet vagy más nyelvcsaládhoz tartozó nyelvet beszélők között. Nyugat-Afrika több régiójában a hausza nyelvnek  van ilyen szerepe. Dél-Amerikában, Brazília parti részén a 19. század előtt a guarani nyelvvel rokon tupinambá volt az indiánok közvetítőnyelve.

### Kevert természetes nyelvek
Voltak a világon olyan helyzetek, mint kereskedelmi kapcsolatok, gyarmatosítás, rabszolgaság vagy migráció, amelyekben különböző nyelvek érintkeztek egymással. Egyes ilyen helyzetekben létrejöttek olyan közvetítőnyelvek, amelyekben két vagy több nyelv elemei keveredtek egymással. Keletkezésüket az okozta, hogy sürgősen szükség volt kommunikációs eszközre olyan körülmények között, amelyekben a felek nem tudták megérteni egymást az egyik vagy a másik nyelvén. A kevert nyelvek szókészlete a beszélőik kapcsolatainak kívánalmaihoz alkalmazkodva volt lecsökkentve, a forrásnyelvek közös hangtani vonásait tartották meg, és egyszerű nyelvtani szerkezetük volt. Ilyenek voltak a pidzsinek és a lingua franca.

#### Pidzsinek
A pidzsin olyan kevert nyelv, amely rendszerint két nyelv között jött létre, vagy több nyelv között, amelyek közül csak az egyik a szupersztrátuma. Ilyen nyelvek már a 15. században kezdtek kialakulni főleg olyan európai nyelvek között, mint az angol, a francia, a portugál vagy a spanyol, és afrikai, dél-ázsiai, délkelet-ázsiai és amerikai helyi nyelvek között. Létrejöttük fénykora a gyarmatbirodalmak kialakulásának időszaka volt, de olyan pidzsinek is voltak, amelyek létrejöttéhez nem gyarmatosító hatalmak nyelvei járultak hozzá. Az előbbiek esetében az európai nyelv volt a szupersztrátum, amely a szókészlet legnagyobb részét adta, a másik, illetve a többi nyelvnek pedig szubsztrátumként fontosabb volt a hozzájárulása a hangtani rendszerhez és a grammatikaihoz.
A pidzsinek nem voltak hosszú életűek. Egyesek eltűntek akkor, amikor már nem volt létjogosultságuk, mint például a norvég nyelv és az orosz között létrejött russenorsknak nevezett, amelyet a 18. század közepétől a 20. század elejéig használtak. Más pidzsinek tovább fejlődtek, ezzel megszűntek pidzsineknek lenni, és ún. kreol nyelvek lettek. Egyes ilyen nyelvek a hivatalos státuszig vitték, például a Vanuatuban beszélt biszlama nyelv, amelynek szupersztrátuma angol, szubsztrátumát pedig a helyi melanéz nyelvek  adják.

#### Alingua franca
A lingua franca vagy sabir a Földközi-tenger körzetében beszélt kevert nyelv volt, a 11. századtól kezdve a 19. század közepéig. Főleg európai kereskedők használták török és arab partnereikkel, de tengerészek, magrebi muzulmán kalózok és általuk elrabolt keresztények is, valamint Észak-Afrikába küldött francia diplomaták az ottani elöljárókkal. Abban különbözött a pidzsinektől, hogy több nyelv járult hozzá a kialakulásához anélkül, hogy egy bizonyosat lehetne azonosítani szupersztrátumaként. Szókészlete túlnyomóan újlatin volt (olasz, spanyol, katalán, okcitán, francia és portugál), valamint sokkal kisebb részben görög, török és arab. Mint a pidzsinek esetében, ez a szókészlet korlátozott volt, a nyelv hangtani és grammatikai rendszere pedig leegyszerűsített.
A sabir elnevezést, amely a spanyol, portugál, katalán és okcitán saber ’tudni’ igéből származik, a francia nyelvészetben más, a földközi-tengeri lingua francával analóg módon, azaz több nyelv elemeiből létrejött kevert nyelvre is alkalmazzák, amelyek közül egyik sem nevezhető szupersztrátumnak. Amerikai indián sabirként említhető meg a chinook, amely Észak-Amerika észak-nyugati részén volt használatos. Egy másik, a mobilian jargonnak nevezett, a Mississippi völgyének déli részén beszélt maszkagí nyelvek elemeiből tevődött össze, amelyek között a csikaszó nyelv és a csaktó voltak fontosabbak.

### Mesterséges nyelvek
900 fölöttire becsülik az olyan kísérletek számát, amelyek nemzetközi közvetítőnyelvet voltak hivatottak mesterségesen létrehozni. Egyeseket természetes nyelvek alapján kreáltak, másokat teljesen vagy részben kitalált elemekből. Az előbbiek közül vannak egyetlen nyelvre, egy bizonyos szűkebb nyelvcsalád nyelveire, vagy több nyelvcsalád nyelveire alapulók. Csak természetes nyelvekre alapozott mesterséges nyelvek között volt vagy van néhánynak valamilyen sikere, de egyik sem versenyezhet a természetes nemzetközi nyelvekkel. A legismertebb természetes nyelveken alapuló mesterséges nyelvek között vannak a volapük, az eszperantó, az ido, és az interlingva.

#### Az eszperantó nyelv
A legsikeresebb mesterséges nemzetközi nyelv az eszperantó, amely megvalósítását Lazar Markovics Zamenhof kezdte el. Szókészletét kb. 3500 szótő adja, közöttük a legtöbb újlatin és germán. Ezekből tíz prefixummal és huszonhat szuffixummal lehet szavakat alkotni. Fonológiai és grammatikai rendszere nagyon egyszerű. Az utóbbinak tizenhat kivételek nélküli szabálya van.

#### Az interlingva nyelv
Az interlingva nyelvet több év alatt hozta létre nyelvészek csoportja. Az első grammatikáját és az angollal kétnyelvű szótárát 1951-ben jelentették meg Alexander Gode szerkesztésében. A szótár kb. 27 000 szót tartalmaz. A legtöbb olyan latin eredetű szó, amelyeket az újlatin nyelvek örököltek vagy átvettek, és egyéb nyelvekben, főleg az angolban is jelen vannak. Tartalmaz még nemzetközivé vált görög szavakat, valamint egyéb nyelvekből újlatin nyelvekbe került szavakat. A nyelv grammatikai szerkezete is a újlatinokéra alapozott, de leegyszerűsített, például azzal, hogy kiküszöböli a igék személyének és a nemeknek toldalékokkal való kifejezését.

#### Medžuslovjansky jezyk
A medžuslovjansky jezyk, „interszláv nyelv” a szláv nyelvekre alapuló mesterséges kevert nyelv, amelyen nyelvészek csoportja dolgozik. Jelenlegi változatát 2017-ben rögzítették. A nyelv szókészlete magába foglalja a szláv nyelvek összes közös szavát, azokat a szavakat, amelyek a többségükben vannak meg, valamint a beléjük került idegen szavakat is. A grammatikája megtartja a szláv nyelvek közös grammatikai kategóriáinak és a legtöbben meglévőknek a kifejezését, azaz a nemekét, a számokét, az esetekét, az igeszemléletekét, az igék személyéét, de a rendszert leegyszerűsítették minél több kivétel kiiktatása útján, az igerendszer terén pedig csak a közös igemódok és igeidők megtartásával. A nyelv szabályai elfogadják a beszédhangok és írásbeli tükrözésük azon változatait, amelyekké az egyes nyelvekben fejlődtek az ószláv nyelvből. Használja úgy a cirill ábécét, mint a latint.

#### Abasic english
A basic english, „alapvető angol” egyetlen nyelven alapuló mesterséges nyelv példája abban az értelemben, hogy csak olyan nyelvi elemei és vonásai vannak, amelyek megvannak a modern angolban, de mennyiségüket sokkal kisebbre csökkentették ahhoz viszonyítva, amely a forrásnyelvben van. Charles Kay Ogden  alkotta meg és mutatta be ezt a nyelvet három munkájában, 1930-ban és 1932-ben. Szókészlete 850 szóból áll. Ezek között 600 főnév, 150 melléknév és 100 viszonyszó (segédigék, névelők, elöljárószók, kötőszók, néhány határozószó), mindegyik több jelentéssel, mint can ’tud, bír’, do ’tesz, csinál’, across ’keresztül’, after ’után’, to ’-hoz/-hez’, the ’a(z)’, all ’mind’, if ’ha’, not ’nem’, very ’nagyon’ stb. Csak tizennyolc lexikai jelentésű igét hagytak meg benne, amelyek másféle szófajú szavakkal együtt kb. 4000 angol igét helyettesítenek. Például a put together ’összetesz’ szókapcsolat helyettesíti az assemble ’összeszerel’ és a combine ’kombinál’ igéket. A szóalkotás szabályai és a grammatikaiak ugyanazok, mint a természetes angoléi, de lecsökkent számban az igeragozásra, a többes szám alakítására, egyes toldalékok, mint un- (tagadó képző), -er (cselekvő főnév képzője), -ing (határozói igenév képzője), -ed (melléknévi igenév képzője), -ly (határozószó-képző) használatára stb. vonatkoznak.